# Gustavo Charrupi
Gustavo Adolfo Charrupi Díaz (Santiago de Cali; 22 de julio de 2004) es un futbolista colombiano que juega como mediocampista y su equipo actual es el Atlético Bucaramanga de la Categoría Primera A de Colombia.

## Clubes
| Club                 | País     | Año             |
| -------------------- | -------- | --------------- |
| Deportivo Pasto      | Colombia | 2023 - 2025     |
| Atlético Bucaramanga | Colombia | 2025 - Presente |